# Erebia nelo
Erebia nelo är en fjärilsart som beskrevs av Jacob Hübner 1798. Erebia nelo ingår i släktet Erebia och familjen praktfjärilar. Inga underarter finns listade i Catalogue of Life.